# Germicidní lampa
Germicidní lampa je speciální lampa, která vyzařuje ultrafialové záření ve spektru C (UVC) s vlnovou délkou světla kratší než 280 nm.

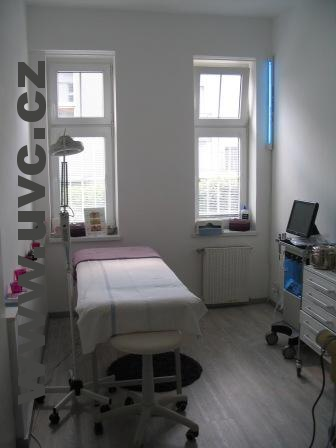

Používá se pro sterilizaci vzduchu, kapalin a povrchu předmětů tam, kde je potřeba velice sterilního prostředí. Nejčastěji ve zdravotnictví a potravinářství.

## Způsob ničení organismů
Germicidní lampa ničí organismy intenzivním ultrafialovým zářením, které způsobí narušení buněčných struktur. Toto záření je nebezpečné i pro člověka. Proto by germicidní lampy neměly přímo ozařovat prostory, kde se vyskytují lidé nebo zvířata. Pro zničení různých druhů mikroorganismů jsou potřeba různé dávky ozáření.
UV záření ale generuje škodlivé látky, takže se doporučuje větrání.